# Konia (Zypern)
Konia (griechisch Κονιά) ist eine Gemeinde im Bezirk Paphos in der Republik Zypern. Bei der Volkszählung im Jahr 2021 hatte sie 2754 Einwohner.

## Name
Es gibt zwei Versionen des Namens des Dorfes Konia, der nicht griechisch ist. Die erste Version besagt, dass der Name während der fränkischen Besetzung durch Franken, die aus dem Dorf Konyak in Frankreich hierher kamen, so benannt wurde. Die andere Version besagt, dass es von den Osmanen so benannt wurde, als Bewohner aus Ikonium in Kleinasien hierher kamen und dem türkischen Konya den gleichen Namen gaben.

## Lage und Umgebung

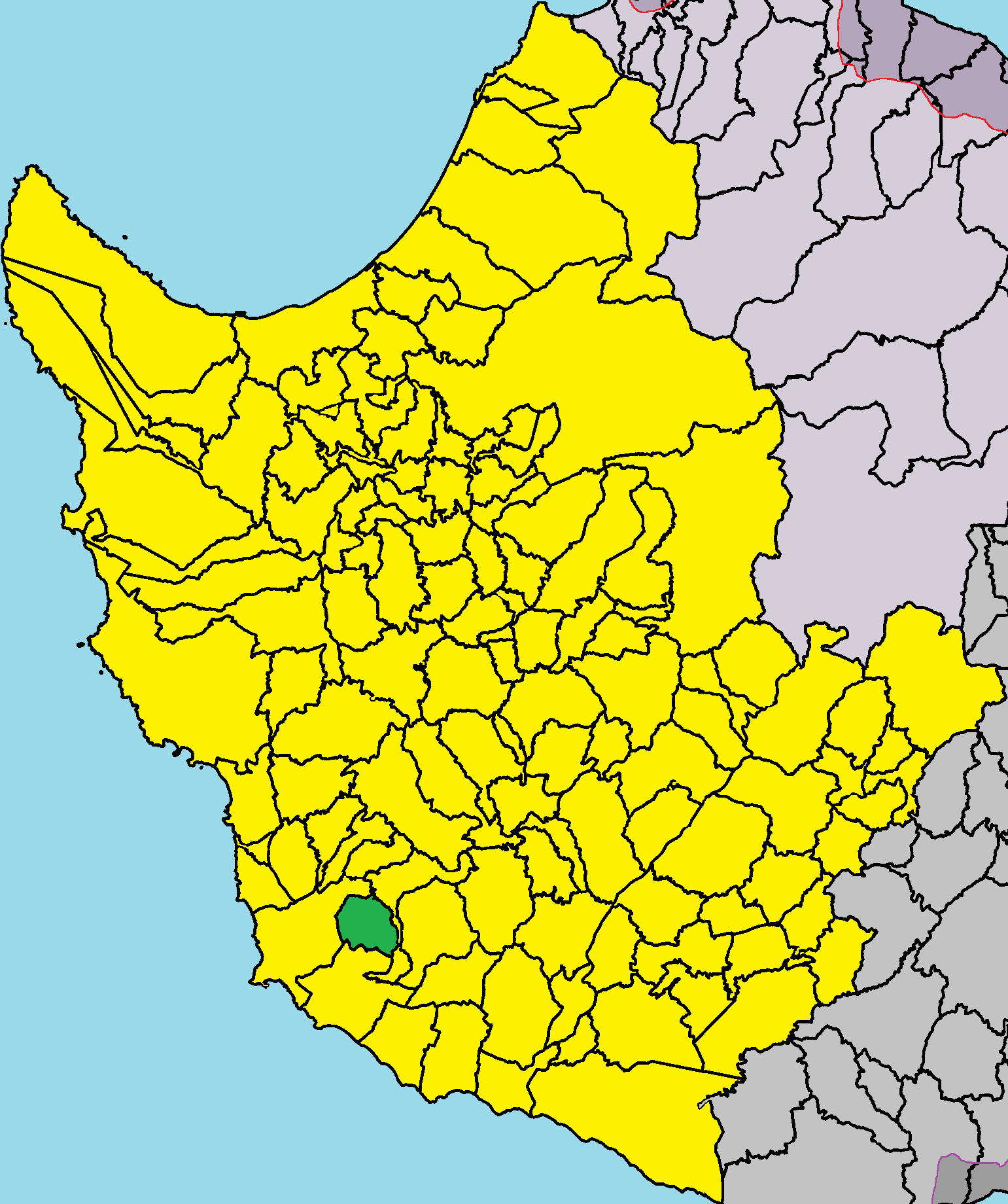
Lage im Bezirk Paphos

Konia liegt im Westen der Mittelmeerinsel Zypern auf einer Höhe von etwa 200 Metern, etwa 5 Kilometer von Paphos entfernt, 54 Kilometer nordwestlich von Limassol und 150 Kilometer südwestlich von Nikosia. Das 6,15137 Quadratkilometer große Dorf grenzt im Westen und Norden an die Gemeinde Paphos, im an Osten an Armou, im Südosten an Agia Marinouda und im Süden an Geroskipou. Das Dorf kann über die Straßen A6 und E710 erreicht werden.

## Geschichte
Das Dorf soll bereits im Mittelalter existiert haben, es wird auch von Leontios Machairas erwähnt. Seit 1868 gibt es hier eine Schule.

### Bevölkerungsentwicklung
Die folgende Tabelle zeigt die Bevölkerung des Dorfes, wie sie in den in Zypern durchgeführten Volkszählungen erfasst wurde.
| Jahr      | 1881 | 1891 | 1901 | 1911 | 1921 | 1931 | 1946 | 1960 | 1976 | 1982 | 1992 | 2001 | 2011 | 2021 |
| Einwohner | 198  | 227  | 250  | 296  | 312  | 370  | 413  | 394  | 361  | 416  | 588  | 917  | 2209 | 2754 |